# Wittenborn
Wittenborn là một đô thị ở huyện Segeberg, bang Schleswig-Holstein, Đức. Đô thị Wittenborn có diện tích 6,19 km², dân số thời điểm ngày 31 tháng 12 năm 2006 là 848 người.